# Parafia Wniebowzięcia Najświętszej Maryi Panny i św. Stanisława Biskupa Męczennika we Wrześni
Parafia Wniebowzięcia Najświętszej Maryi Panny i Świętego Stanisława Biskupa Męczennika we Wrześni jest jedną z 10 parafii leżącą w granicach dekanatu wrzesińskiego I. Erygowana w 1680 roku. Kościół parafialny zbudowany został w stylu gotyckim w XV wieku, przebudowany zaś w 1881 roku.

## Rys historyczny
Parafia powstała w 1680 roku. Jest najstarszą parafią w mieście.

## Dokumenty
Księgi metrykalne:
- ochrzczonych od 1945 roku
- małżeństw od 1945 roku
- zmarłych od 1945 roku